# Mikroregion Almeirim

Mikroregion Almeirim

Mikroregion Almeirim – mikroregion w brazylijskim stanie Pará należący do mezoregionu Baixo Amazonas. Ma powierzchnię 90.788,6 km²

## Gminy
- Almeirim
- Porto de Moz